# Hospoda Na mýtince
Hospoda Na mýtince je divadelní hra z repertoáru Divadla Járy Cimrmana. Autory jsou Zdeněk Svěrák a Ladislav Smoljak (je to jejich první společně napsaná hra), jako spoluautor (resp. původní autor) je uváděn rovněž fiktivní český vynálezce, filosof a dramatik Jára Cimrman. Hra měla premiéru 17. dubna 1969 v Malostranské besedě v Praze.
Do 30. června 2009 se uskutečnilo celkem 1059 představení.

## Obsah představení
V této hře je představeno Cimrmanovo operetní dílo, konkrétně jeho sedmihodinová opereta Proso, z níž samotnou hru tvoří její ucelený úryvek (obrazy 62 až 67). Je uvozen následujícími odbornými referáty (v závorce jméno postavy, kterou příslušný přednášející zpravidla ztvární po přestávce, a její obvyklé původní obsazení):
- Nad operetním dílem Járy Cimrmana (Hrabě Zeppelin – Vondruška/Čepelka)
- Umělecká loupež (Hostinský – Klusák/Svěrák)
- Pravděpodobný obsah operety Proso (Vězeň – Vozáb/Smoljak)
- Frustrační kompozice (Hostinský – Klusák/Svěrák)
- Cimrmanův způsob notového zápisu (Hostinský a Ludvík – Klusák/Svěrák a Brukner/Krob)

Pro pochopení hudební složky tohoto představení je klíčový jeden z referátů – Umělecká loupež. V něm je vysvětleno, že Cimrmanova rozsáhlá opereta Proso byla rozporcována a rozkradena uměleckou komisí složenou z předních operetních tvůrců – mimo jiné Franze Lehára, Johanna Strausse nebo Oskara Nedbala. Cimrman totiž zaslal tuto operetu do Vídně do skladatelské soutěže, ovšem vlivem své šetřivosti jen jako obyčejnou zásilku, takže její přijetí mohla komise zapřít. Ve hře se proto objevují motivy a árie známé z nejproslulejších operet (např. Polská krev), které ve skutečnosti pocházejí z Cimrmanova Prosa.
V závěru semináře je představen „první posluchač nově otevřeného oboru cimrmanologie“, který přednese svůj první referát („Cimrmanův způsob notového zápisu“). Jeho vystoupení má všechny neduhy nezkušeného a slabě připraveného studenta a většinu jeho připraveného obsahu za něj bezděčně řekne přednášející v roli jeho mentora. Role studenta je typicky obsazena začínajícími nebo podpůrnými členy hereckého souboru (technici apod.) a byla původně napsána na tělo Petru Bruknerovi.

### Hra
Vlastní děj operety se odehrává v hospodě Na mýtince, kterou provozuje postarší Hostinský na opuštěném místě uprostřed lesů (původní majitel, jeho dědeček, byl totiž samotář a nesnášel lidi). Už od nepaměti zde má jediného hosta Ludvíka, který tu jen mlčky a nehnutě sedí. Do hospody však nyní postupně dorazí Hrabě Ferdinand von Zeppelin, jenž nedaleko ztroskotá se svou vzducholodí po náhodném výstřelu Hostinského, a uprchlý vězeň Kulhánek, který se sem prokope ve snaze dostat se do toho nejhlubšího lesa. Aby je Hostinský ve svém podniku udržel, vyvolá v nich dojem, že má krásnou vnučku Růženku, a podvrženými dopisy je přesvědčuje o Růženčině lásce ke každému z nich. Poživačný Hrabě i dobrotivý Kulhánek se proto do (fiktivní) Růženky zamilují a nakonec o ni chtějí svést duel.
Hostinský si však rozumně vymíní, že chce před jejich soubojem zaplatit útratu. Hrabě nemá dostatečnou hotovost, ale chce zaplatit pytlem cyklistických zvonků, čímž se prozradí, že je ve skutečnosti pašerák Miklós Göč, za jehož činy strávil Kulhánek nespravedlivě 20 let ve vězení. V tu chvíli se nečekaně vztyčí Ludvík a vyjeví, že je ve skutečnosti policejní inspektor Trachta, který zde na Göče už 20 let čeká. Trachta zkoprnělého Göče zatýká a odvádí, zatímco Ludvíkovo místo v hospodě převezme pan Kulhánek, dále věrně čekající na svou Růženku.

## Obsazení
Současné obsazení je uvedeno tučně, předchozí obsazení kurzívou. Malým písmem je uvedena role, která není zaznamenána v oficiálním knižním vydání hry.
| Role                  | Role                                                      | Herci |
| Úvodní seminář        | Hra                                                       | Herci |
| --------------------- | --------------------------------------------------------- | --- |
| přednášející          | hostinský                                                 | Zdeněk Svěrák 1 2 3 5 8 9 Jan Hraběta 4 6 7, Jan Klusák, Oldřich Unger †                                                                             |
| přednášející          | hrabě Ferdinand von Zeppelin (ve skutečnosti pašerák Göč) | Miloň Čepelka 1 2 3 4 5 6 7 8 9 Ladislav Smoljak †, Pavel Vondruška †                                                                                |
| přednášející          | vězeň Kulhánek                                            | Petr Brukner 6, Petr Reidinger 9 Ladislav Smoljak † 2 3* 5, Jaroslav Vozáb † 1 3*                                                                    |
| student cimrmanologie | Ludvík (ve skutečnosti policejní inspektor Trachta)       | Robert Bárta 8 9 Václav Kotek † 5, Petr Brukner 1 2 3, Genadij Rumlena, Josef Koudelka, Jan Kašpar †, Jaroslav Weigel †, Bořivoj Penc †, Andrej Krob |
| asistent              | –                                                         | některý technik DJC (např. Václav Verner 1 5, Petr Reidinger)                                                                                        |

- 1 – alternace z audionahrávky kolující po webu (1977)
- 2 – alternace z desky Supraphonu (1977)
- 3 – alternace z desky Supraphonu (1979)
- 4 – alternace z úryvku předvedeném v představení Cimrman sobě (1991)
- 5 – alternace z audiovizuální nahrávky ČT (1997)
- 6 – alternace z úryvku předvedeném v představení 30 let Divadla Járy Cimrmana (1997)
- 7 – alternace z úryvku předvedeném v představení 40 let Divadla Járy Cimrmana (2007)
- 8 – alternace z úryvku předvedeném v představení Psaní do nebe (2017)
- 9 – alternace z audionahrávky kolující po webu (2022)
- * Jaroslav Vozáb vystupuje pouze v semináři, zatímco Ladislav Smoljak pouze ve hře

Roli Ludvíka/Trachty valnou většinu hry představuje figurína, teprve na poslední obraz ji nahradí živý herec. Jeho jediná promluva zazní ze zpomaleného záznamu, který ve verzi Supraphonu namluvil Oldřich Unger. V jiných verzích to byl i Ladislav Smoljak.
Oficiální audionahrávka je podobně jako u jiných představení sestříhána, v případě této hry jde však o tak podstatné zkrácení, že její děj téměř ztrácí souvislost. Zcela například zaniká informace, že Zeppelin a Kulhánek stráví v hospodě celý měsíc, není jasné, že Hostinský existenci Růženky jen předstírá (obojí je totiž na scéně sděleno jen vizuálně), a vypuštěn je i samotný duel (ponechána je jen nesouvislá zmínka Hraběte o bambitkách).

## Další zpracování
Pásmo skladeb z představení Hospoda Na mýtince, proložených úryvky ze semináře, bylo provedeno roku 2013 na „světové premiéře operety Proso“ v podání Českého národního symfonického orchestru za řízení Libora Peška. Z členů DJC zde vystoupili Miloň Čepelka, Zdeněk Svěrák, Robert Bárta a Petr Brukner.